# Dąbrówka Warszawska
Dąbrówka Warszawska – wieś w Polsce położona w województwie mazowieckim, w powiecie radomskim, w gminie Wierzbica. Ma status sołectwa. Przez miejscowość przebiega droga wojewódzka nr 744.
Nazwa wsi pochodzi od nazwiska właściciela. W XVI wieku występuje pod nazwą Dąbrówka Warsch.
Prywatna wieś szlachecka Dąbrówka-Warsz, położona była w drugiej połowie XVI wieku w powiecie radomskim województwa sandomierskiego.
Wieś jest siedzibą rzymskokatolickiej parafii św. Judy Tadeusza.